# Conrad Christoph Benedikt von Nordeck zur Rabenau

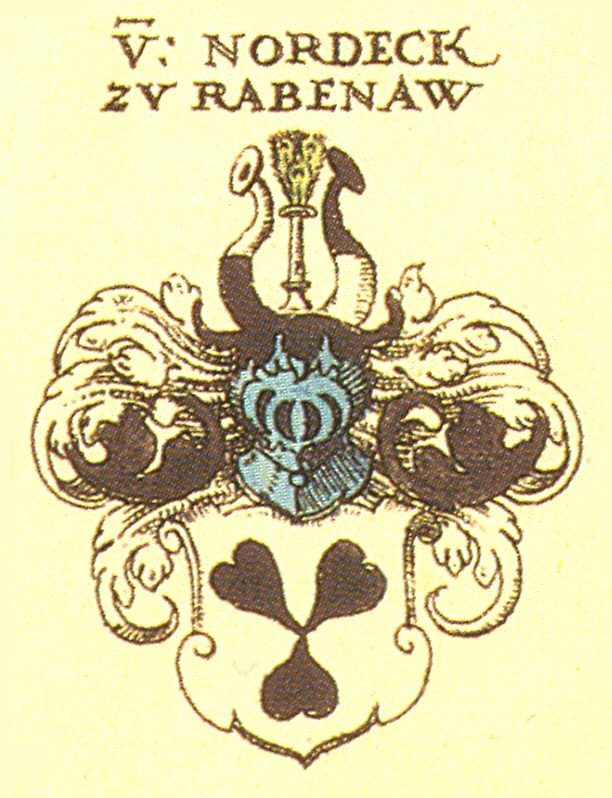
Wappen der Nordeck zur Rabenau aus Johann Siebmachers Wappenbuch

Conrad Christoph Benedikt Wolfgang Joseph Freiherr von Nordeck zur Rabenau (* 25. Dezember 1713 in Rüddingshausen; † 14. September 1781 in Londorf) war Gutsbesitzer sowie fuldaischer und kurtrierischer Kämmerer und Geheimrat.

## Leben
Conrad Christoph Benedikt von Nordeck zur Rabenau entstammte dem pfälzisch-hessischen Adelsgeschlecht Nordeck zur Rabenau und war ein Sohn des Geheimrats Georg Rudolf von Nordeck zur Rabenau (1670–1743) und dessen Ehefrau Anna Dorothea von Brambach (1671–1725).  
Am Neujahrstag 1741 heiratete er in Londorf Maria Elisabeth Schütz von Holzhausen (1719–1759, Tochter des Kammerherrn Franz Anton Wolfgang Schütz von Holzhausen und der Maria Anna von Guttenberg). Aus der Ehe sind die Kinder Maria (1742–1797, ∞ Stephan Ostman von der Leye), Friederike (1746–1781, ∞ Johann Philipp von Münster), Franz Carl Anton (1750–1793, k.k. Lieutenant), Wilhelmine (1751–1838, ∞ Franz Anton Heußlein von Eussenheim), Carl Philipp Ernst Ferdinand Adalbert Valentin (1752–1835, Deutsch-Ordens-Ritter), Amalie Charlotte (1754–1783, ∞ Conrad von Eschede), Hugo Leopold Georg Valentin (1755–1832) und Anna Charlotte (1756–1826, Stiftsdame in Asbeck) hervorgegangen.
Die Familie verfügte über ein umfangreiches Grundvermögen. 1780 stiftete er das Fideikommiss und wurde Herr auf Rüddingshausen, Momberg und Neustadt. Auf Rabenau war er Mittherr.
Im Hochstift Fulda war er Kämmerer und Geheimer Rat. In gleicher Funktion war er für Kurtrier tätig.